# Heidi-Klum-Rose
Die Heidi-Klum-Rose ist eine moderne Beetrose aus dem Hause Tantau, die 1999 mit der Registrationsnummer RT 00681 gezüchtet wurde. Sie wurde aus 15 Rosenzüchtungen im Herbst 2003 von Heidi Klum ausgesucht und im Jahr 2005 von ihr getauft. Tantau kreuzte sie aus den Sorten Old Port und Barkarole.
Sie ist eine reich blühende Rose mit einem kompakten Wuchs und einem intensiven Duft. Unter normalen Bedingungen erreicht sie eine Höhe von 40 bis 50 cm. Die überwiegend violetten Blüten erreichen eine Größe von bis zu 9 cm, sind stark gefüllt und haben bis zu 40 Petalen. Die Laubblätter der Rose haben mittelgrünes und üppiges Laub. Ihre Blühzeit reicht von Juni bis Ende November. 
Die Heidi-Klum-Rose ist frosthart bis −23 °C (USDA-Zone 6) aber leicht anfällig für Mehltau und Sternrußtau. Daher benötigt sie regelmäßig Pflege.